# ذا سيڤيل وارز
ذا سيڤيل وارز هي فرقة غنائية أمريكية مكونة من المؤلفين والمغنيين جوي ويليامز وجون بول وايت. صدر ألبومها الكامل «بارتون هالو» في 2011 وحازت على جائزة غرامي لأفضل ديو في أغاني الكونتري وأفضل فولك ألبوم في 2012

## روابط خارجية
- ذا سيڤيل وارز على موقع ميوزك برينز (الإنجليزية)
- ذا سيڤيل وارز على موقع رولينغ ستون (الإنجليزية)
- ذا سيڤيل وارز على موقع رولينغ ستون (الإنجليزية)
- ذا سيڤيل وارز على موقع أول ميوزيك (الإنجليزية)
- ذا سيڤيل وارز على موقع ديسكوغز (الإنجليزية)